# Championnats du monde de ski de vitesse 2009
Navigation
Édition précédente Édition suivante
Les Championnats du monde de ski de vitesse 2009 se déroulent du 17 au 24 janvier 2009 à Vars (France) sous l'égide de la fédération internationale de ski. Il y a deux titres à attribuer, une pour les hommes et une pour les femmes. Il s'agit d'une compétition bisannuelle. La marraine de l'évènement est la championne olympique 2008 de BMX Anne-Caroline Chausson.
Une épreuve de la coupe du monde de ski de vitesse 2008 s'est déroulée sur la piste de Vars pour permettre aux compétiteurs de se familiariser avec la piste un an avant ces championnats du monde.

## Participants
17 nations sont représentées à cet évènement : l'Italie, la Suisse, la Finlande, la France, la Suède, l'Autriche, les Pays-Bas, la République tchèque, la Norvège, l'Allemagne, le Canada, la Russie, l'Espagne, la Pologne, la Belgique, les États-Unis et la Grande-Bretagne.
Deux absents de marque sont à noter : le vainqueur de la coupe du monde de ski de vitesse 2008 l'Italien Ivan Origone et la Française Charlotte Bar (troisième lors d'une épreuve de coupe du monde à Kulm en février 2007). 107 participants répartis de la façon suivante :
- 54 participants à l'épreuve masculine de speed one.
- 8 participantes à l'épreuve féminine de speed one.
- 24 participants à l'épreuve masculine de descente.
- 1 participante à l'épreuve féminine de descente.
- 5 participants à l'épreuve masculine de speed one juniors.
- 3 participantes à l'épreuve féminine de speed one juniors.
- 7 participants à l'épreuve masculine de descente juniors.
- 5 participantes à l'épreuve féminine de descente juniors.

Les deux épreuves concernées par la FIS sont celle du speed one.

## La piste de Chabrières
La piste de Chabrières située à Vars se trouve dans le couloir de Chabrières. La piste est le terrain de nombreux records du monde de ski de vitesse depuis les années 1990. Le premier record du monde fut établi par le Français Philippe Billy en 1992 avec une vitesse de 230,179 km/h, suivi de l'Américain Jeffrey Hamilton en 1995 (241,448 km/h) puis de nouveau Philippe Billy en 1997 (243,902 km/h). Depuis le record a été battu aux Arcs, propriété de l'Italien Simone Origone depuis 2006 (251,400 km/h), cependant le record de la piste de Vars appartient toujours à Philippe Billy.
La situation est la même chez les femmes, Vars permit d'améliorer le record du monde féminin dans les années 1990 par trois fois, en 1995 par la Française Karine Dubouchet (225,000 km/h) qui récidive en 1996 (225,766 km/h) puis par l'Américaine Carolyn Curl en 1997 (231,660 km/h). Le record est aujourd'hui détenu par la Suédoise Sanna Tidstrand depuis 2006 aux Arcs (242,590 km/h).
La piste a également permis de battre des records dans diverses disciplines comme le monoski, le V.T.T. de vitesse, le V.T.T. sur neige, le skwal et le snowboard. La piste atteint sur la portion de départ une inclination de la pente à 98 %.

## Déroulement de la compétition
Les premiers courses d'entraînements devaient initialement se dérouler à partir du dimanche 18 janvier mais les mauvaises conditions météorologiques qui continuèrent les lundi 19 et mardi 20 avec de fortes chutes de neiges et un vent violent ont empêché les courses d'entraînements. De plus, en raison de mauvaises prévisions pour les vendredi 23 et samedi 24 janvier, les finales se déroulent le jeudi 22 janvier et seule la journée du 21 janvier permit aux compétiteurs de prendre part à des courses d'entraînements.

## Podiums
| Épreuves | Or               | Argent                      | Bronze         |
| -------- | ---------------- | --------------------------- | -------------- |
| Hommes   | Simone Origone   | Philippe May                | Jonathan Moret |
| Femmes   | Karine Dubouchet | Elena Banfo Sanna Tidstrand |                |

## Résultats détaillés

### Hommes
| Rang               | Skieur                | Vitesse      |
| ------------------ | --------------------- | ------------ |
| Médaille d'or      | Simone Origone        | 225,000 km/h |
| Médaille d'argent  | Philippe May          | 224,578 km/h |
| Médaille de bronze | Jonathan Moret        | 221,130 km/h |
| 4                  | Bastien Montes        | 220,994 km/h |
| 4                  | Jukka Viitasaari      | 220,994 km/h |
| 6                  | Allan Grimm           | 218,314 km/h |
| 7                  | Magnus Ekman-Jacobson | 217,391 km/h |
| 8                  | Daniel Personn        | 216,998 km/h |
| 8                  | Finn Arne Stavik      | 216,998 km/h |
| 10                 | Philippe Billy        | 216,736 km/h |

|                     |
| Résultats officiels |

### Femmes
| Rang              | Skieuse                | Vitesse      |
| ----------------- | ---------------------- | ------------ |
| Médaille d'or     | Karine Dubouchet-Revol | 213,523 km/h |
| Médaille d'argent | Elena Banfo            | 213,396 km/h |
| Médaille d'argent | Sanna Tidstrand        | 213,396 km/h |
| 4                 | Liss-Anne Pettersen    | 210,157 km/h |
| 5                 | Linda Baginski         | 205,949 km/h |
| 6                 | Emelie Wolff           | 196,185 km/h |
| 7                 | Anna-Karin Modin       | 193,756 km/h |

|                     |
| Résultats officiels |